# 高温工作寿命
高温工作寿命（英語：high-temperature operating life，缩写为HTOL）是一种可靠性测试，应用于集成电路（IC），以确定其内在可靠性。此测试通过在升高的温度、高电压和动态操作下，对IC施加预定时间的应力来进行。在应力过程中通常对IC进行监测，并在中间间隔进行测试。此可靠性应力测试有时被称为“寿命测试”、“器件寿命测试”或“扩展燒機测试”，用于触发潜在失效模式并评估IC的使用寿命。
存在几种类型的HTOL：
| HTOL 类型  | 示意图 | 描述                                                 |
| ---------- | ------ | ---------------------------------------------------- |
| 静态       |        | IC在静态和恒定条件下受压，IC不切换。                 |
| 动态       |        | 用于切换设备内部节点的输入刺激。                     |
| 检测型     |        | 用于切换设备内部节点的输入刺激。实时输出指示IC性能。 |
| 原位测试型 |        | 用于切换设备内部节点的输入刺激。响应输出测试IC性能。 |

- AEC 文档。[1]
- JEDEC 标准。[2]
- 军用标准。[3]

## 设计考虑要素
HTOL的主要目标是使器件老化，以便通过短期实验预测IC的寿命（例如，1 000小时的HTOL应预测至少“X”年运行时间）。良好的HTOL工艺应避免过于宽松的测试条件，同时也防止对IC过度应力。该方法使所有IC构建模块都经历加速老化，以在短期可靠性实验中触发相关失效模式。一个称为加速因子（Acceleration Factor，AF）的精确倍数用于模拟长期运行条件下的老化。
AF表示相对于实际应用条件的加速老化倍数。
对于有效的HTOL应力测试，应考虑多个变量：
1. 数字切换因子
2. 模拟模块操作
3. I/O环节活动
4. 监测设计
5. 环境温度（Ta）
6. 结温（Tj）
7. 电压应力（Vstrs）
8. 加速因子（AF）
9. 测试持续时间（t）
10. 样本量（SS）

下面以一个假设的、简化的IC（包含多个RAM、数字逻辑、一个模拟稳压模块和I/O环节）为例，详细描述上述变量及其各自的HTOL设计考虑要点。

### 数字切换因子
数字切换因子（digital toggling factor，DTF）表示在应力测试期间状态改变的晶体管数量与IC中数字部分所有门数之比。实际上，DTF是单位时间内切换晶体管的百分比。时间单位与切换频率相关，通常在HTOL设置中限制为10–20 MHz范围内。
可靠性工程师力图在每个时间单位内切换尽可能多的晶体管。RAM（及其他存储类型）通常通过内建自测试功能激活，而逻辑电路通常通过扫描链（SCAN）、线性反馈移位寄存器或逻辑内建自检（逻辑BIST）激活。
通过评估数字部分的功耗和自加热效应，可估算器件的老化程度。通过调节电压应力和/或在HTOL程序中循环这些模块的时间周期，可使这些度量与IC其他部分的老化程度相匹配。

### 模拟模块操作
将尽可能多的电子组件集成到单个芯片中的最新趋势称为SoC。
该趋势增加了可靠性工程师的工作难度，因为（通常）芯片的模拟部分相对于其他IC元件耗散更高的功率。
更高的功率可能产生热点并加速老化。可靠性工程师必须了解芯片上的功率分布，并使所有元件的老化程度保持一致。
在我们假设的SoC中，模拟模块仅包括一个电压调节器。实际上，可能还有其他模拟模块，例如PMIC、振荡器或電荷泵。为了对模拟元件进行高效的应力测试，可靠性工程师必须确定IC中相关模拟模块的最坏情况。例如，对于稳压器，最坏情况可能是最大调节电压和最大负载电流；对于电荷泵，则可能是最小供电电压和最大负载电流。
良好的工程实践是在外部使用负载（外部电阻、电感、电容）来强制所需电流。此做法可避免由于芯片不同的工作方案和模拟部分的调节微调而导致的负载差异。
应使用统计方法来检验所用负载的统计公差、偏差和温度稳定性，并为负载定义合适的置信区间，以避免在HTOL操作范围内过度或不足的应力。使模拟部分老化程度对齐的自由度通常是占空比、外部负载值和电压应力。

### I/O环节活动
“外部世界”与IC之间的接口是通过输入/输出（I/O）环实现的。该环包含电源I/O端口、数字I/O端口和模拟I/O端口。I/O通常通过IC封装与“外部世界”相连，每个I/O执行其特定的指令，例如JTAG端口、IC电源端口等。可靠性工程的目标是使所有I/O的老化与其他IC元件保持一致，可通过边界扫描操作来实现。

### 监测设计
如前所述，HTOL的主要目的是通过在高电压和/或高温下的动态应力使样本老化。在HTOL运行期间，我们需要确保IC处于活动、切换并持续正常工作。
同时，我们需要知道IC在何时停止响应，这些数据对于计算可靠性指标和辅助FA非常重要。通过HTOL机台监控并记录一个或多个关键IC参数信号，可以在整个HTOL运行期间持续指示IC的功能状态。常用的监测信号示例包括BIST的“完成”标志信号、SCAN输出链或模拟模块输出。
监测可分为三种类型：
1. 模式匹配：将实际输出信号与预期信号进行比较，发现任何偏差即报警；此类监测对任何微小偏差都很敏感，而在HTOL中，IC的温度和/或电压偶尔会超出规格，可能导致非真实失效的误匹配。
2. 活动计数：统计切换次数，若高于预设阈值则指示正常；此类监测的主要缺点是意外噪声或信号可能被误判，尤其是在切换次数较少的监测中更为突出。
3. 预定义范围活动：检查监测值是否在预设范围内，例如切换次数是否在限定范围或电压调节器输出是否在限定范围内。

### 环境温度（Ta）
根据JEDEC标准，环境试验箱在加载和断电期间应能将指定温度控制在±5 °C以内。现代环境试验箱性能更佳，可在±3 °C范围内保持温度稳定。

### 结温（Tj）
低功耗IC可以在不特别关注自加热效应的情况下进行应力测试。然而，由于工艺缩小和制造差异，同一批次设备的功耗差异可达40%。此外，高功率IC需要先进的接触温度控制，以便为每个IC提供独立的控制系统。

### 电压应力（Vstrs）
应力电压应至少达到器件的最高额定电压。在某些情况下，为了利用电压和温度共同加速老化，会施加高于额定值的电压。
为了确定最大允许电压应力，可考虑以下方法：
1. 施加等同于击穿电压 80% 的电压；
2. 施加比击穿电压低六西格玛的电压；
3. 设置过压高于最高额定电压，MIL和汽车应用有时使用最高电压140%的过压水平。

可靠性工程师必须检查应力电压不超过晶圆厂所指定的相关工艺最高额定电压。

### 加速因子（AF）
加速因子（acceleration factor，AF）是将产品在加速应力水平下的寿命与在实际应用应力水平下的寿命联系起来的倍数。
加速因子为20时，1 小时的应力条件等同于20小时的实际条件。
电压加速因子表示为AFv。通常，应力电压等于或高于最高额定电压。升高电压可进一步加速老化，用于增加等效器件小时数或达到等效寿命点。
AFv模型包括：
1. E模型（常数场/电压加速指数模型）；
2. 1/E模型（或阳极空穴注入模型）；
3. V模型（失效率随电压呈指数变化模型）；
4. 阳极氢释放幂律模型。

AFtemp是由温度变化引起的加速因子，通常基于阿伦尼乌斯方程。总加速因子为AFv与AFtemp的乘积。

### 测试持续时间（t）
可靠性测试持续时间保证器件满足规定的寿命要求。
例如，若活化能为0.7 eV，应力温度125 °C，使用温度55 °C，则根据阿累尼乌斯方程计算出的加速因子为78.6。这意味着1000 小时的应力测试相当于9年的使用寿命。可靠性工程师需确定资格测试的持续时间。行业最佳实践是在结温125 °C下进行1000小时测试。

### 样本大小（SS）
新可靠性评估和资格认证体系面临的挑战是确定相关失效机制，以优化样本量。
样本方案根据制造商风险、消费者风险和预期失效率进行统计推导。常用的方案是230件样本中零失效，相当于在假定LTPD=1且置信度90%时，668件样本中3件失效。

## HTOL政策

### 样本选择
样本应至少来自三个非连续批次，以反映制造变异性。所有测试样本在制作、处理、筛选和组装时应与量产阶段保持一致。

### 样品制备
样本应在应力前及预定检查点进行测试。最佳做法是在最高额定温度、最低额定温度及室温下测试样本。所有功能和参数测试的数据日志应汇总以供进一步分析。

### 测试时长
假定结温Tj=125 °C，常用检查点为测试后48、168、500和1000 小时。
不同温度下的检查点可通过阿伦尼乌斯方程计算。例如，活化能0.7 eV、Tj=135 °C、Tuse=55 °C时，对应检查点为29、102、303和606小时。
样本移除后应尽快完成电测试；若无法及时测试，应增加额外应力时间。JEDEC标准要求样本在移除后168小时内测试。
若测试超过推荐时限，则应按下表增加应力时间：
| 超出推荐测试窗口时间 | 0 h < h ≤ 168 h | 168 h < h ≤ 336 h | 336 h < h ≤ 504 h | 其他              |
| -------------------- | --------------- | ----------------- | ----------------- | ----------------- |
| 额外应力时间         | 24 h            | 48 h              | 72 h              | 每168 h则增加24 h |

### 优值数
优值数是统计抽样方案的输出结果。
抽样方案由审核工具SENTENCE接收，用以判断批次是否符合要求。可靠性工程师根据预定义的可接受质量限（AQL）、LTPD、制造商风险和客户风险实施抽样方案。例如，与230件样本零失效等效的是在668件样本中3件失效（LTPD=1）。

## 不同行业的HTOL
IC的老化过程取决于其标准使用条件。下表列出常用产品及其使用条件的参考。
可靠性工程师需验证应力持续时间。例如，活化能0.7 eV，应力温度125 °C，使用温度55 °C时，预计5年使用寿命对应557小时的TOL测试。

### 商业用途
| 最低使用温度 | 最高使用温度 | 描述     | 预期寿命 |
| ------------ | ------------ | -------- | -------- |
| 5 °C         | 50 °C        | 桌面产品 | 5年      |
| 0 °C         | 70 °C        | 移动产品 | 4年      |

### 汽车用
示例汽车使用条件
| 最低使用温度 | 最高使用温度 | 描述     | 预期寿命 |
| ------------ | ------------ | -------- | -------- |
| −40 °C       | 105—150 °C   | 引擎盖下 | 10至15年 |
| −40 °C       | 80 °C        | 乘客舱   | 10至15年 |
| 0 °C         | 70 °C        | 乘客舱   | 10至15年 |

### 通信用
示例欧洲电信使用条件
| 最低使用温度 | 最高使用温度 | 描述                      | 预期寿命 |
| ------------ | ------------ | ------------------------- | -------- |
| 5 °C         | 40 °C        | 3.1类温控场所             | 通常25年 |
| −5 °C        | 45 °C        | 3.2类部分温度控制场所     | 通常25年 |
| −25 °C       | 55 °C        | 3.3类非温控场所           | 通常25年 |
| −40 °C       | 70 °C        | 3.4类有热阱的场地         | 通常25年 |
| −40 °C       | 40 °C        | 3.5级避风处，太阳直接辐射 | 通常25年 |

示例美国电信使用条件
| 最低使用温度 | 最高使用温度 | 描述           | 预期寿命 |
| ------------ | ------------ | -------------- | -------- |
| −40 °C       | 46 °C        | 不受控制的环境 | 25年     |
| 5 °C         | 40 °C        | 封闭式建筑     | 25年     |

### 军用
示例军用环境
| 最低使用温度 | 最高使用温度 | 描述     |
| ------------ | ------------ | -------- |
| −55 °C       | 125 °C       | MIL产品  |
| −55 °C       | up to 225 °C | 高温应用 |

### 示例
失效次数 = r
器件数量 = D
每器件测试小时 = H
摄氏度 + 273 = T（开尔文测试温度）
测试温度（HTRB或其他老化温度）= {\displaystyle T_{\text{test}}}
使用温度（标准化为55 °C或328 K）= {\displaystyle T_{\text{use}}}
活化能（eV） = {\displaystyle E_{\text{a}}}
{\displaystyle {\text{X}}^{2}(\alpha ,\nu )}为在α和ν下的概率估计
χ2分布的置信水平；可靠性计算使用α=60%或0.60 = α（alpha）
χ2分布的自由度；可靠性计算使用ν = 2r + 2.0 = ν（nu）
根据阿伦尼乌斯方程的加速因子 = {\displaystyle A_{\text{f}}}
玻尔兹曼常数（{\displaystyle \hbar }） = 8.617×10-5 eV/K
器件工时（DH） = D × H
等效器件工时 ( EDH ) = D × H × {\displaystyle A_{\text{f}}}
每小时失效率 = {\displaystyle \lambda _{\text{hours}}}
每十亿小时失效率（FIT） = {\displaystyle \lambda _{\text{FIT}}}
平均失效时间 = MTTF
其中，阿伦尼乌斯方程的加速因子为： {\displaystyle \displaystyle A_{\text{f}}=e^{{\frac {E_{\text{a}}}{\hbar }}\times ({\frac {1}{T_{\text{use}}}}-{\frac {1}{T_{\text{test}}}})}}
每小时失效率 = {\displaystyle \lambda _{\text{hour}}={\frac {X^{2}(\alpha ,\nu )}{2\times D\times H\times A_{\text{f}}}}={\frac {X^{2}(\alpha ,\nu )}{2\times EDH}}}
每十亿小时失效率（FIT） = {\displaystyle \lambda _{\text{FIT}}=\lambda _{\text{hours}}\times 10^{9}}
平均失效时间（小时）= {\displaystyle MTTF_{\text{hours}}={\frac {1}{\lambda _{\text{hours}}}}}
平均失效时间（年）= {\displaystyle MTTF_{\text{years}}={\frac {1}{(\lambda _{\text{hours}}\times 24\times 365)}}} ´
若要在计算中包含湿度（即高加速应力测试），则：
根据阿伦尼乌斯方程，加速因子为： {\displaystyle \displaystyle A_{\text{f}}=e^{\beta \times ({\text{HR}}_{\text{test}}-{\text{HR}}_{\text{use}})}\times e^{{\frac {E_{\text{a}}}{\hbar }}\times ({\frac {1}{T_{\text{use}}}}-{\frac {1}{T_{\text{test}}}})}}
其中{\displaystyle {\text{HR}}_{\text{test}}}为应力测试相对湿度（%），通常85%；
其中{\displaystyle {\text{HR}}_{\text{use}}}为使用时相对湿度（%），通常测于芯片表面约10–20%；
{\displaystyle \beta }为失效机制比例因子，取值0.1–0.15。
若同时考虑湿度（HAST）和电压应力，则：
根据阿伦尼乌斯方程，加速度因子为： {\displaystyle \displaystyle A_{\text{f}}=e^{\zeta \times ({\text{V}}_{\text{test}}-{\text{V}}_{\text{use}})}\times e^{\beta \times ({\text{HR}}_{\text{test}}-{\text{HR}}_{\text{use}})}\times e^{{\frac {E_{\text{a}}}{\hbar }}\times ({\frac {1}{T_{\text{use}}}}-{\frac {1}{T_{\text{test}}}})}}
其中{\displaystyle {\text{V}}_{\text{test}}}为应力电压（V），通常取VCC×1.4，如1.8×1.4=2.52 V；
{\displaystyle {\text{V}}_{\text{use}}}为典型使用电压（V），例如1.8 V；
{\displaystyle \zeta }为失效机制比例因子，取值0–3.0，硅结缺陷通常取0.5。

### 低温外推
HTOL测试常需进行外推，以评估设备在正常负载条件下的失效情况。失效物理学和数据驱动模型通常难以外推，因而混合模型更受青睐。例如，基于实验数据的物理信息马尔可夫链模型，通过利用测试案例与数据集间的机械相似性进行推断和外推。

## 相关
- 晶体管老化（英语：Transistor aging）
- 阿伦尼乌斯方程
- 应力迁移（英语：Stress migration）
- 半导体器件可靠性
- 电子元件失效
- 浴缸曲線